# Urartu művészete

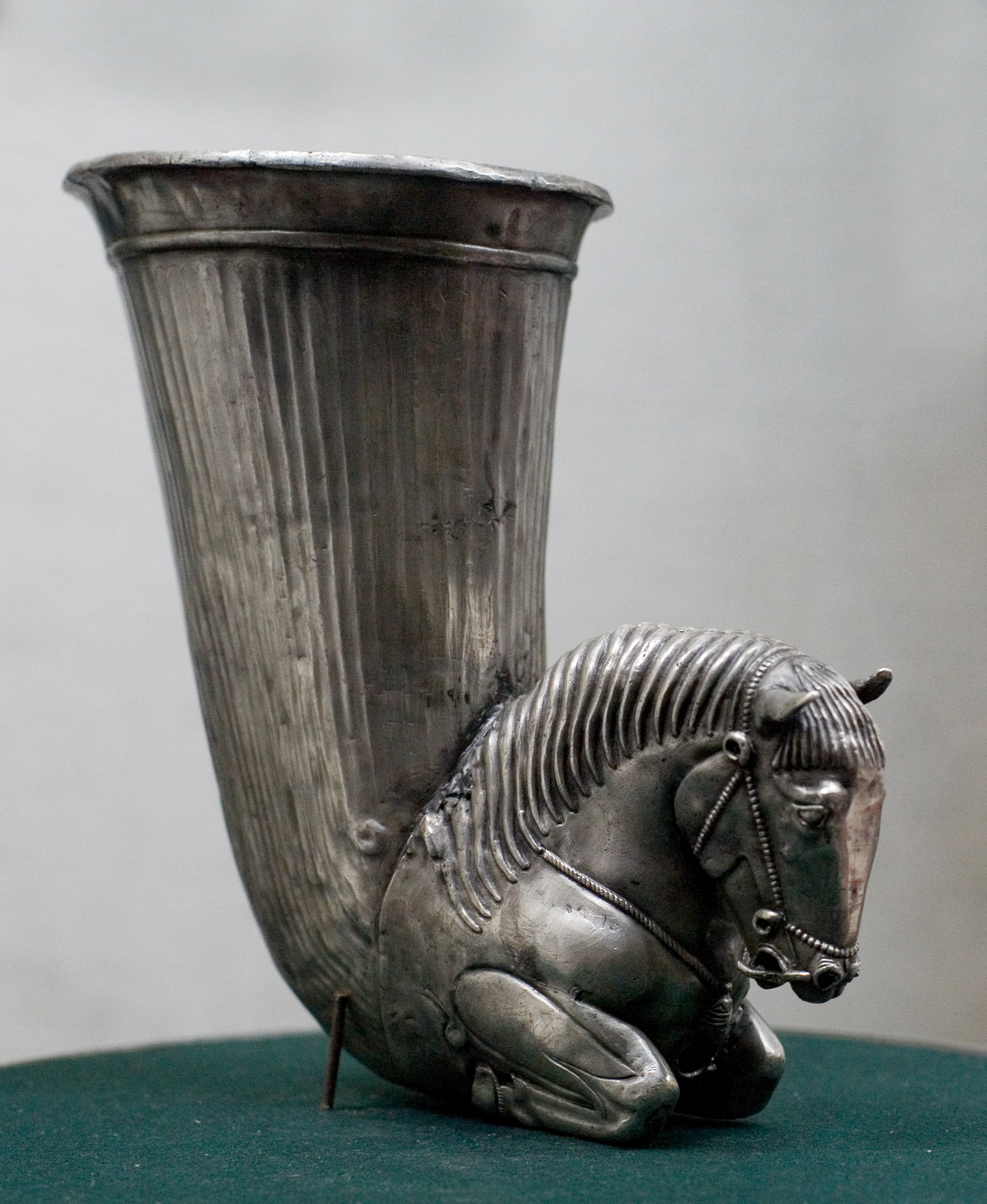
Lovas kancsó Erebuniból

Urartu a törökországi Van-tó, Szeván-tó és Urmia környékén elterülő állam volt az ókorban. Művészetének fénykora a Kr. e. 9-7. század volt. Mivel közel esik Mezopotámia területéhez, annak művészeti hatása erőteljes. Az építészetben az asszír stílusú erődítmények jellemzőek, jelentős a helyi eredetű emlékei. Különböző szerszámok, fegyverek, díszpajzsok, használati tárgyak ismeretesek bronz állatalakos díszítésekkel. Különösen a pajzsokat és a kardokat díszítették aprólékosan, magas művészi színvonallal. Ezek a művek az asszír művészetből táplálkoznak, témáik: vadászat, lakoma, szárnyas démonok, életfa, papok áldoznak, bikafrízek, oroszlánfrízek, lovak húzta harci szekér. Néhol egyiptomi motívumok is felbukkannak, ezek feltehetőleg hettita közvetítéssel kerültek Urartuba. A fémművek mellett hasonló kőfaragások is ismertek.
Szintén mezopotámiai hatás alatt állt a szobrászat, de itt már az önálló urartui fémművesség tudása és hatása látszik. Bronzszobraik aprólékosak, általában isteneiket ábrázolják, például Teiseba istent. Érdekes a fej mintázása, a szobrocska ugyanis mosolyog. Eddig az elő-ázsiai művészetben ez példátlan. Elefántcsontból is alkottak, főként idolokat. Nőidoljaik meztelenek, fejükön ékes dísz.
Jobban megőrződött az eredeti urartui művészet hagyománya a stilizált, geometrikus díszítéseken, melyek edényeken és falfestményeken maradtak fenn. A virágminták rendszeresen körben vagy legalábbis középpontosan szimmetrikusan helyezkednek el.
Urartu művészetének néhány eleme visszaköszön a szkíta művészetben.

## Az urartui művészet gazdag matematikai kapcsolatú hagyománya
Urartu vidékéhez köthető az a néhány érdekes díszítőminta, melynek a matematikai szerkezete rokon a magyar tarsolylemezekével. Mind a budapesti 3000 éves az örmény művészet kiállításon, mind Kádár István könyvében találunk ehhez adalékokat. Jellemző vonásuk a szkíta művészetben is megtalálható: hullámvonalas, cmm vagy cm szerkezetű hálózatot tölt ki valamilyen figurális pontmintázat. A szkítáknál ez szarvas és hegyikecske, az urartuiaknál emberfej, korsó, stb. Igen korai jelenléte ez az összetett sikszimmetria mintázatnak az eurázsiai díszítőművészetben.

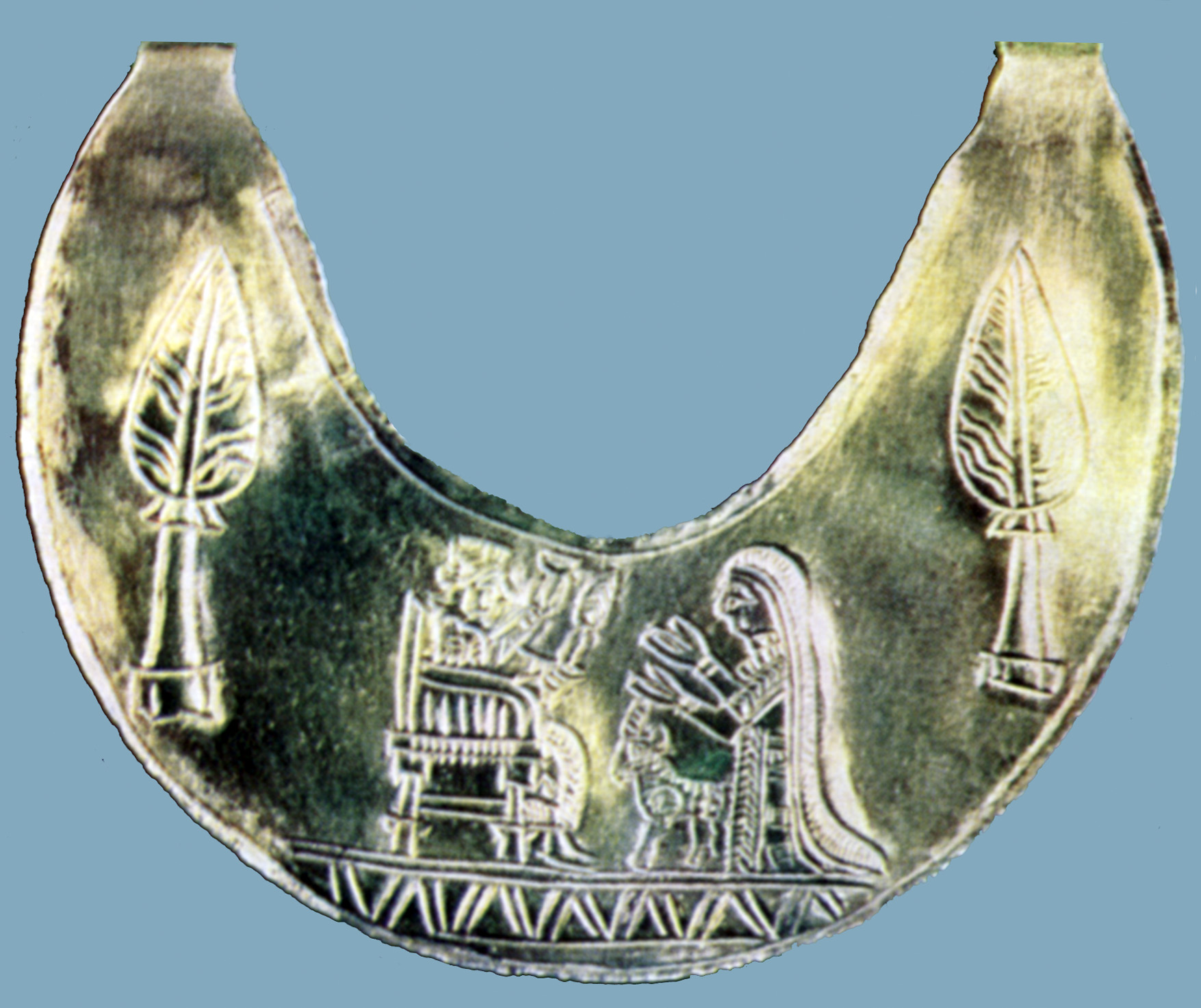
Ezüst amulett, Khaldi és Arubaini alakjával
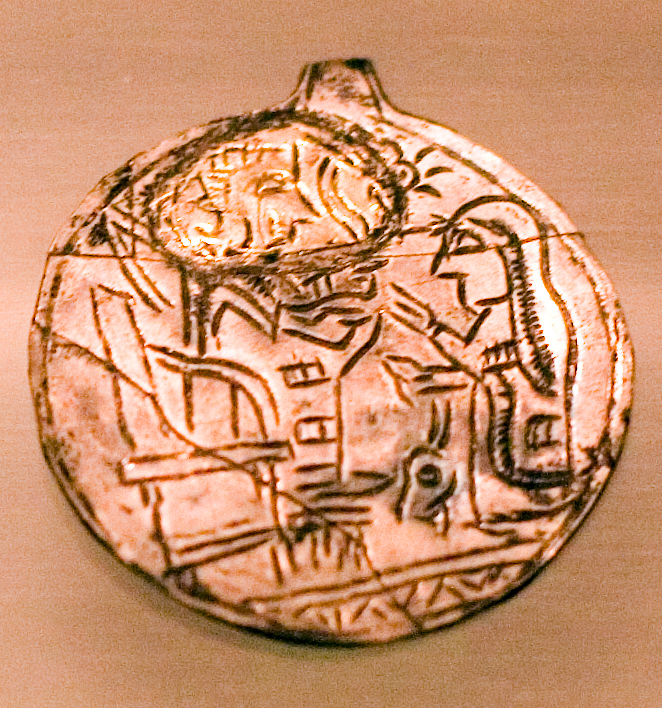
Ezüst medál vésett ábrával
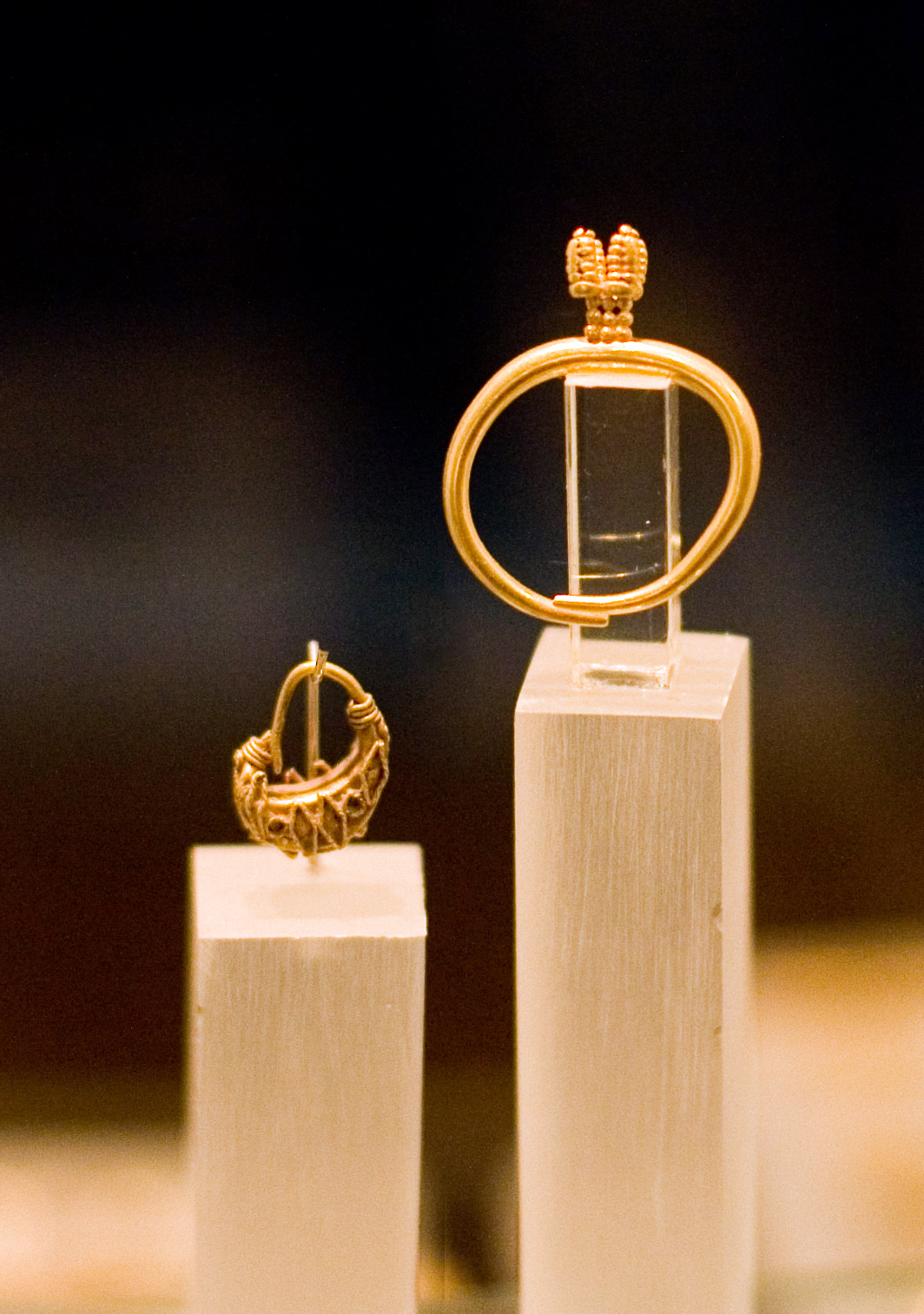
Arany fülkarikák
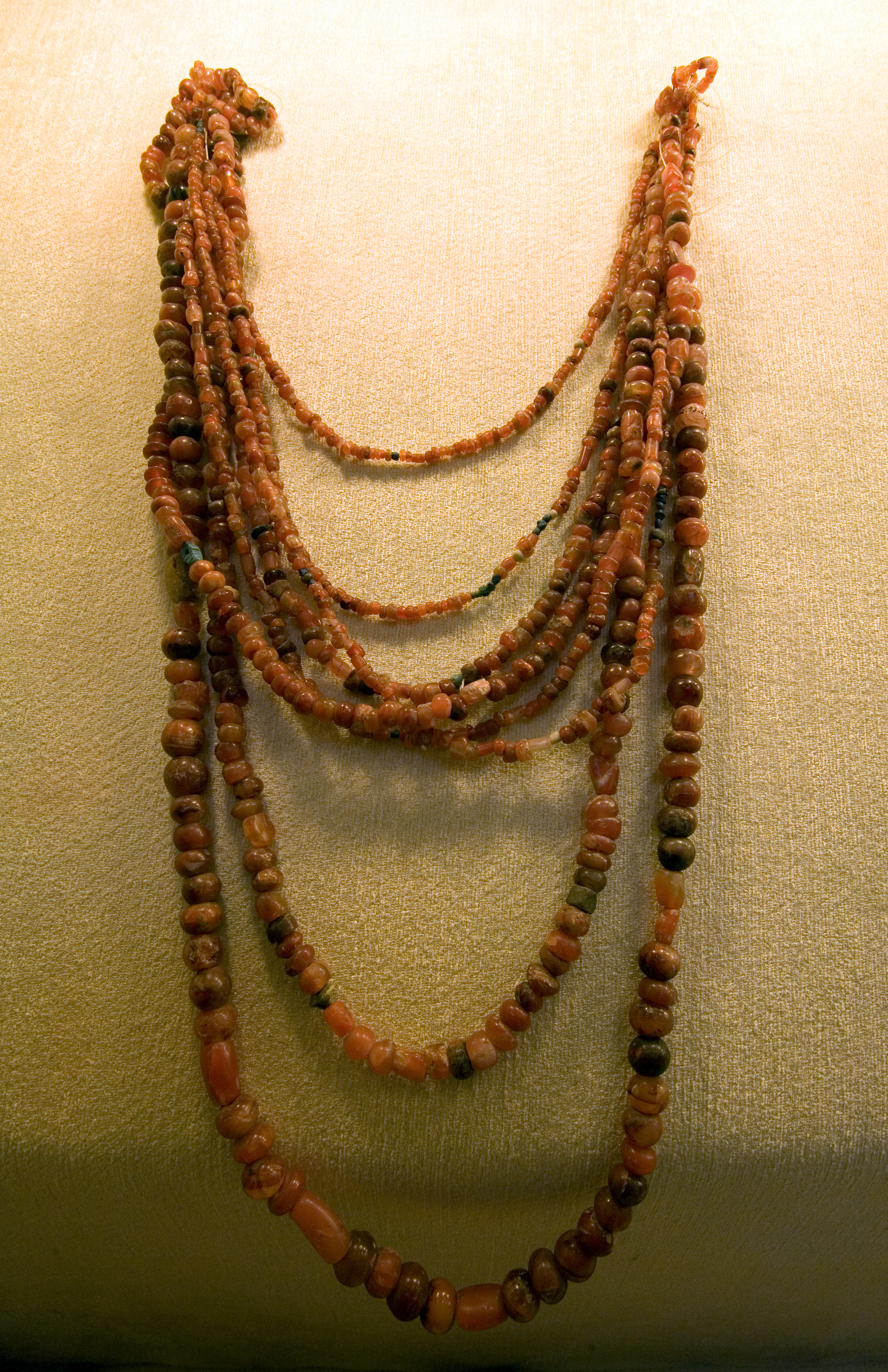
Karneol nyaklánc
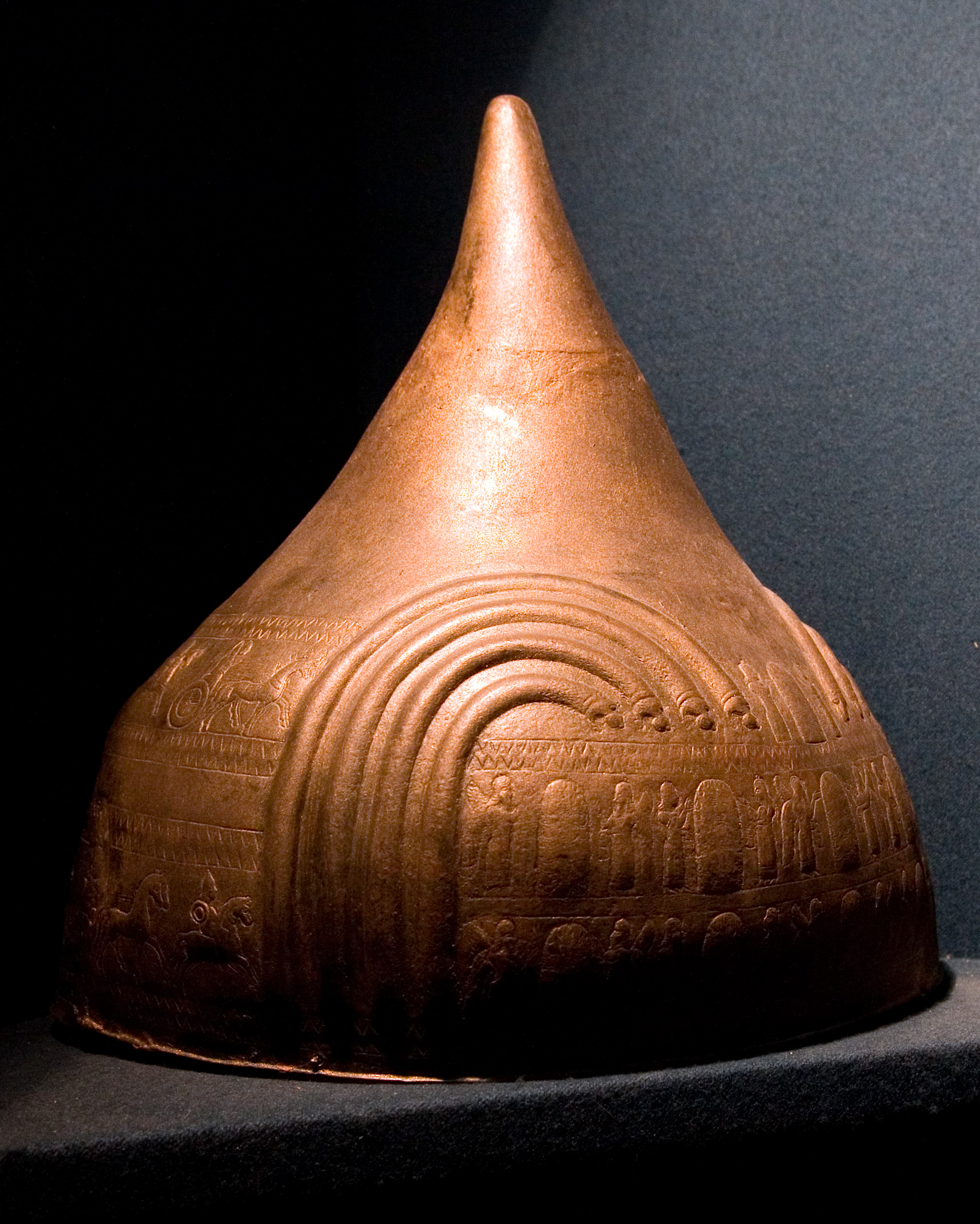
II. Szarduri sisakja
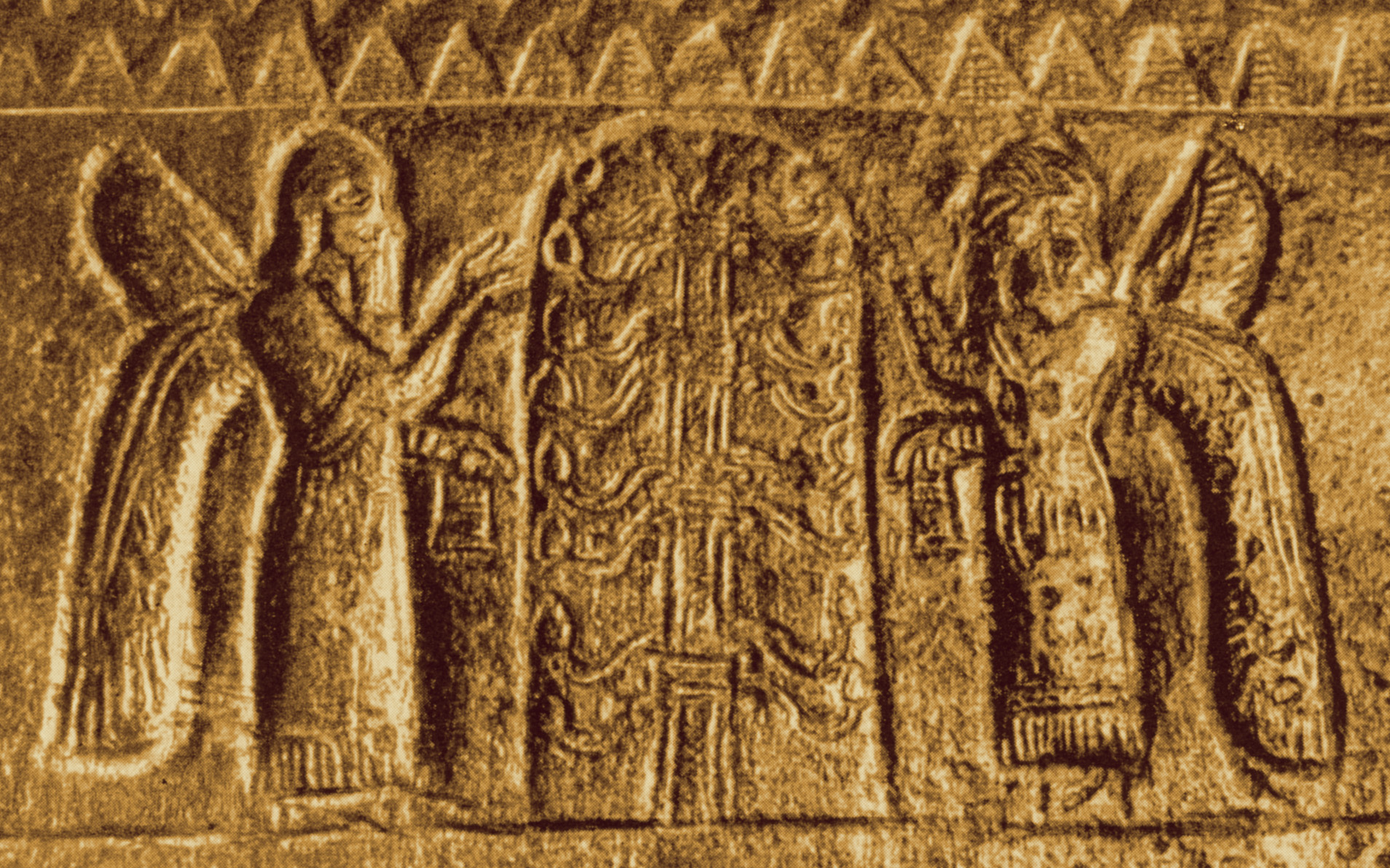
Részlet II. Szarduri sisakjáról a bevésett képpel
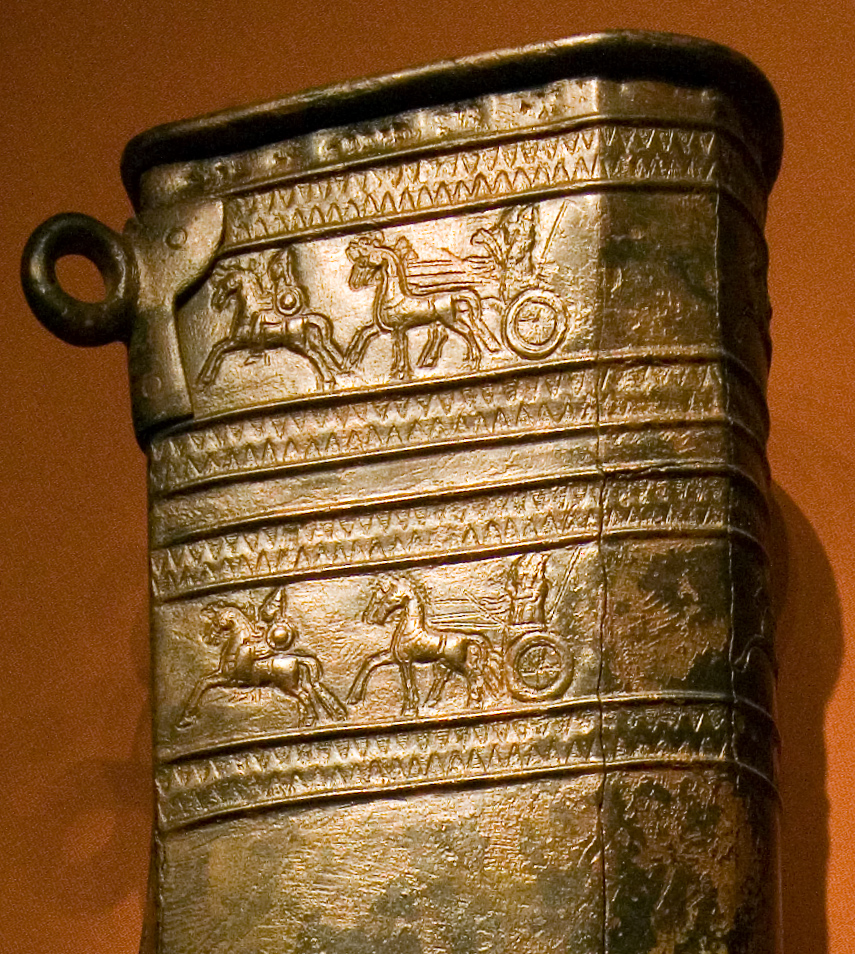
Tegezrészlet
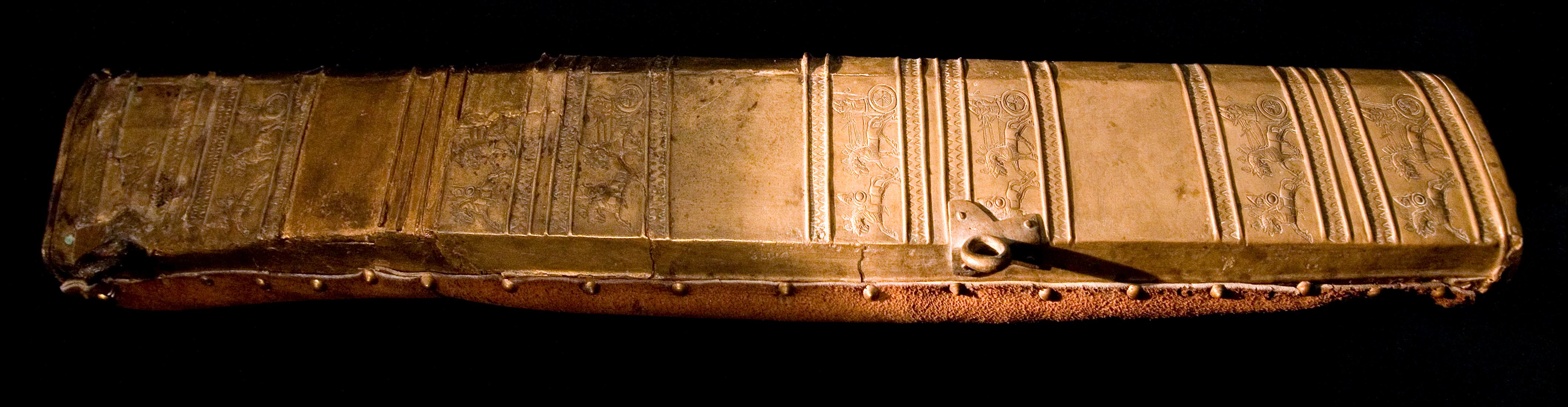
I. Argisti tegeze
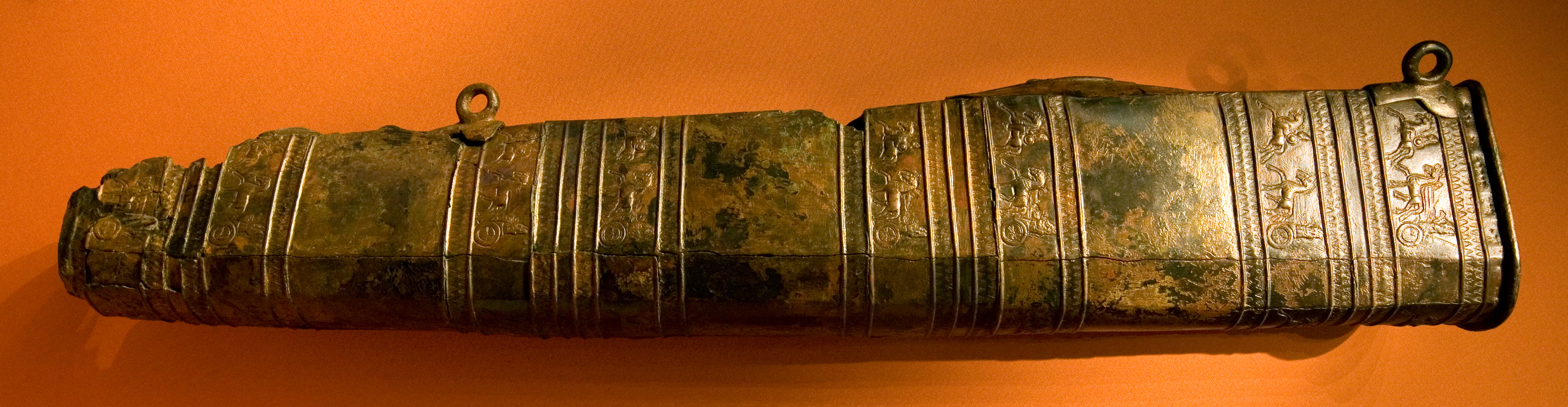
II. Szarduri tegeze
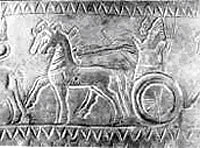
II. Szarduri tegezének részlete
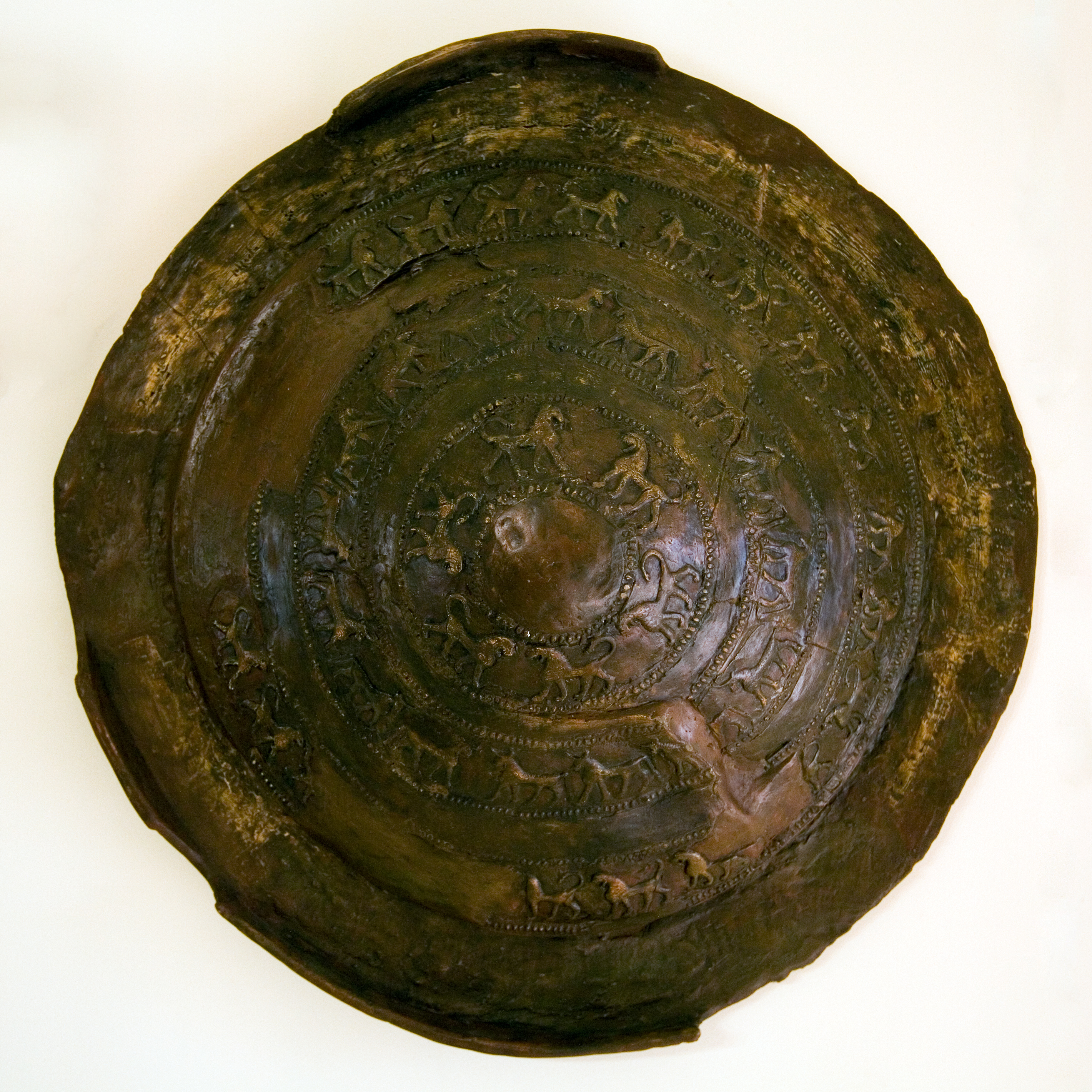
II. Szarduri pajzsa
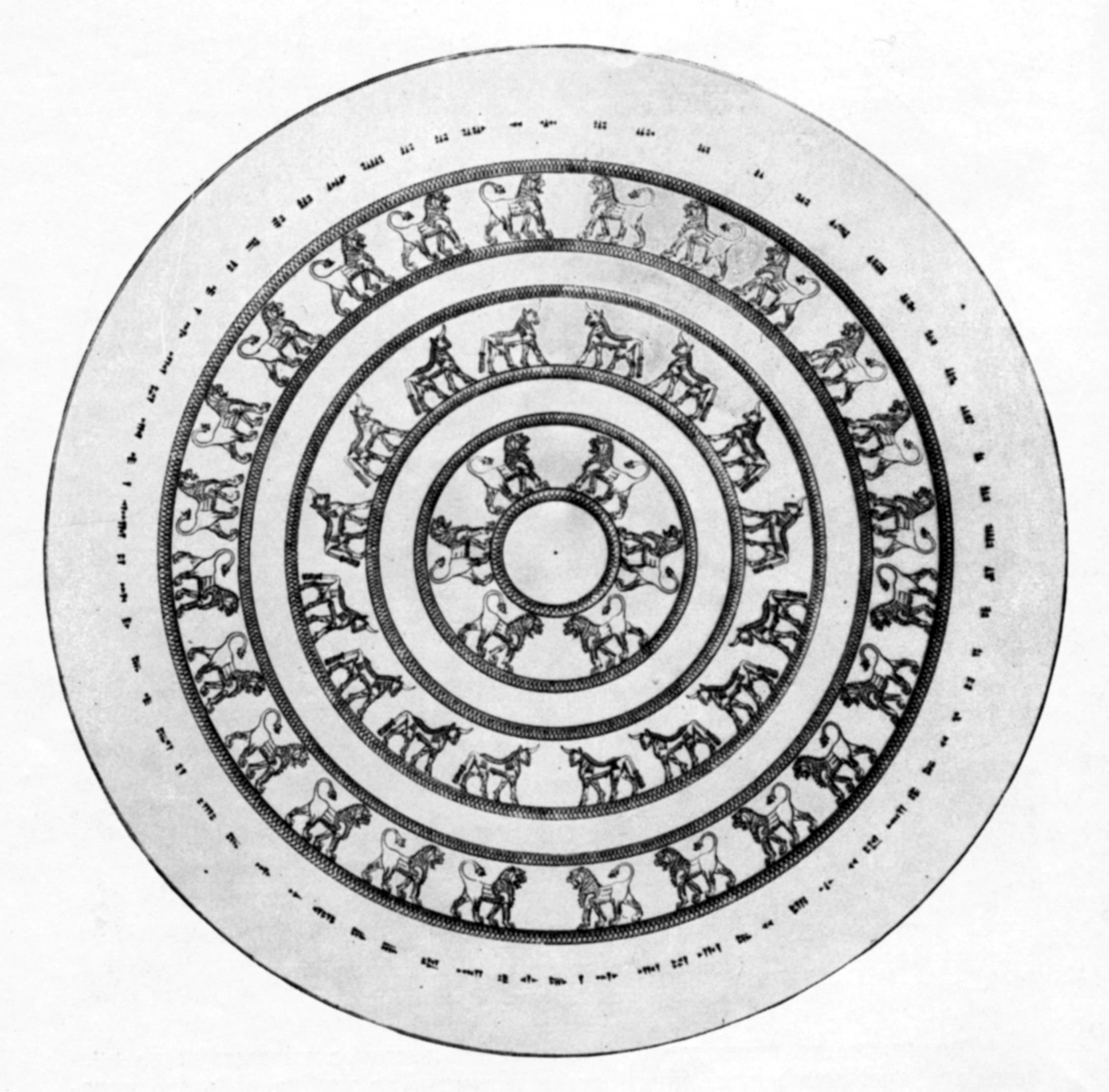
II. Szarduri pajzsának ábrái
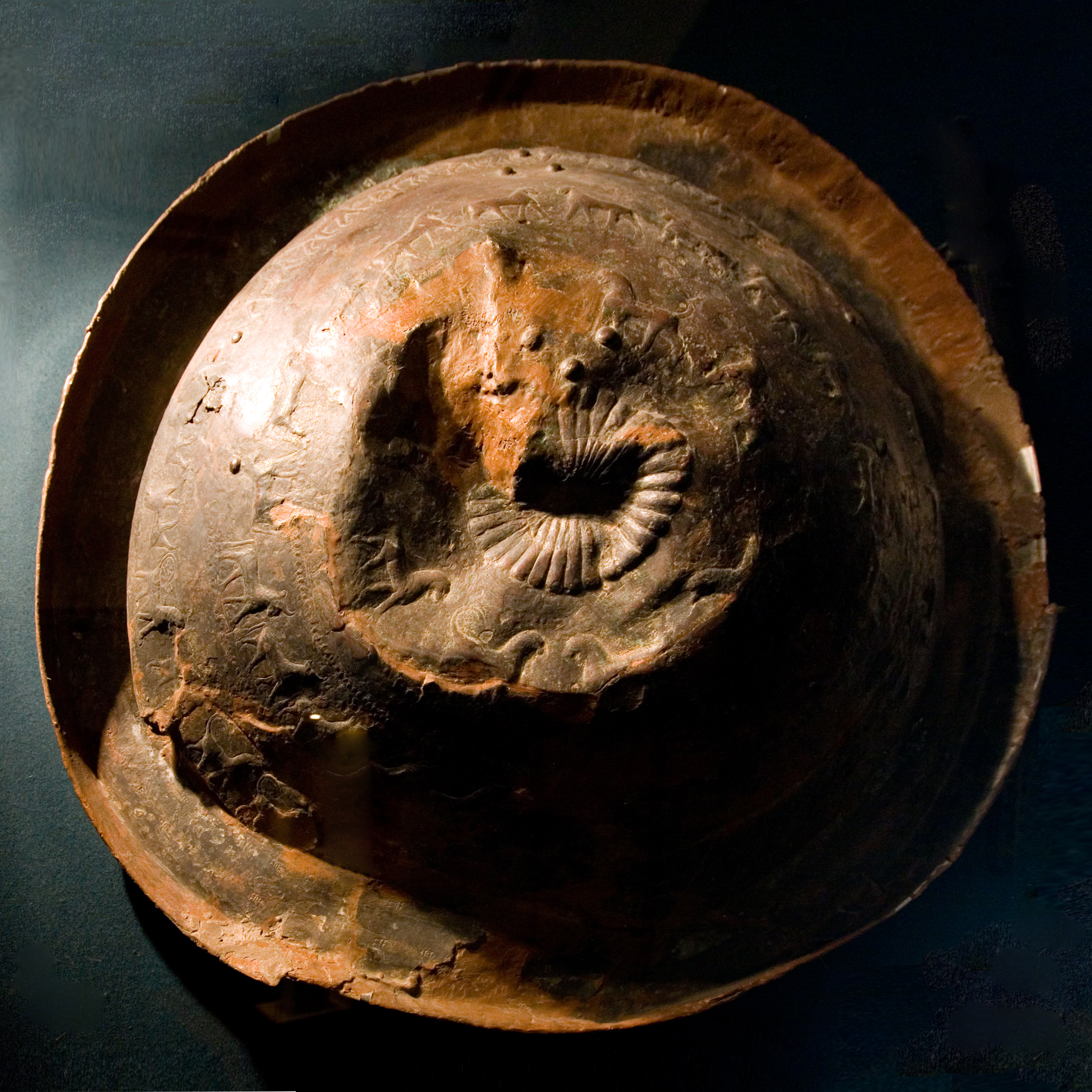
I. Argisti pajzsa
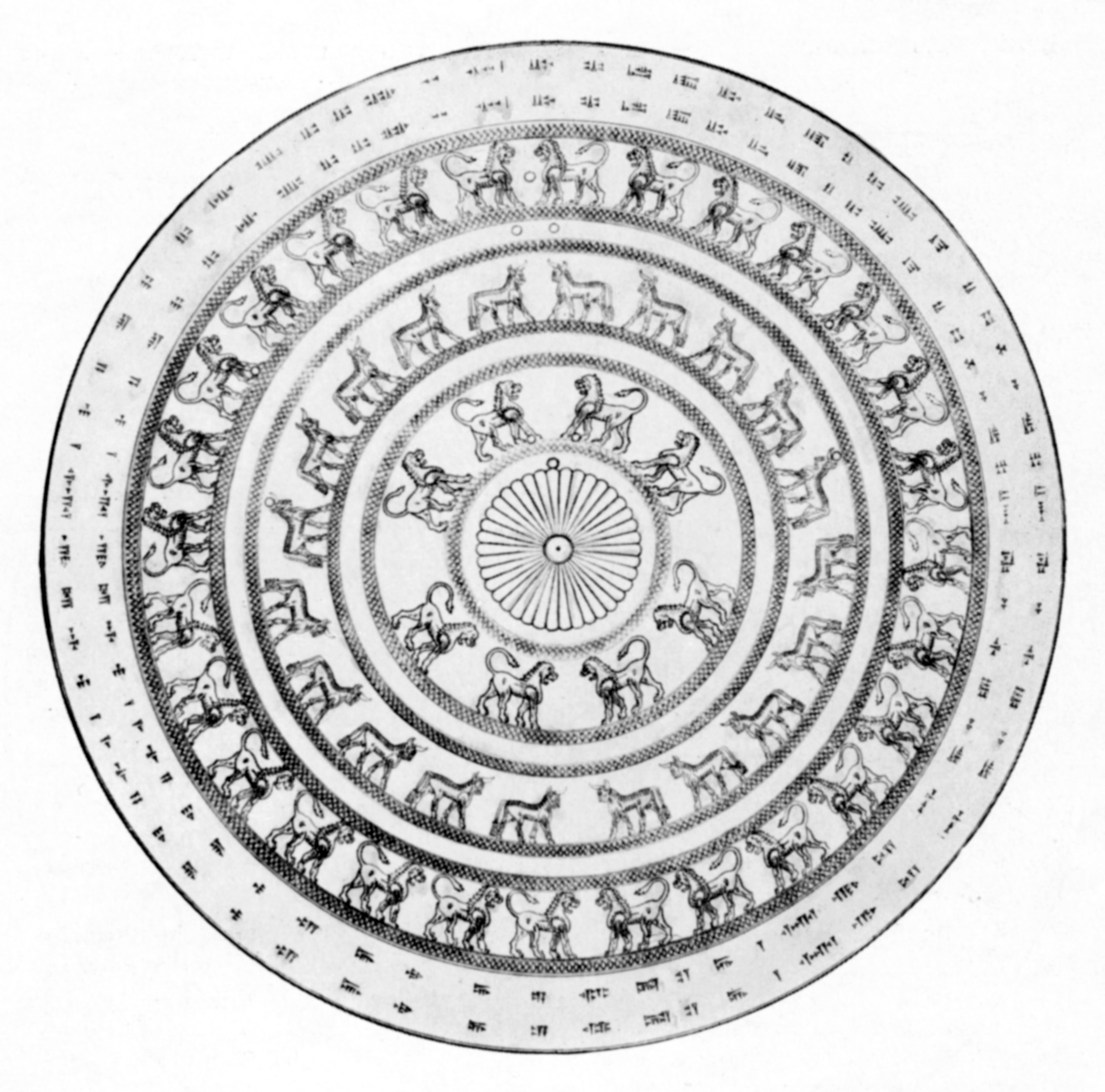
I. Argisti pajzsának ábrái
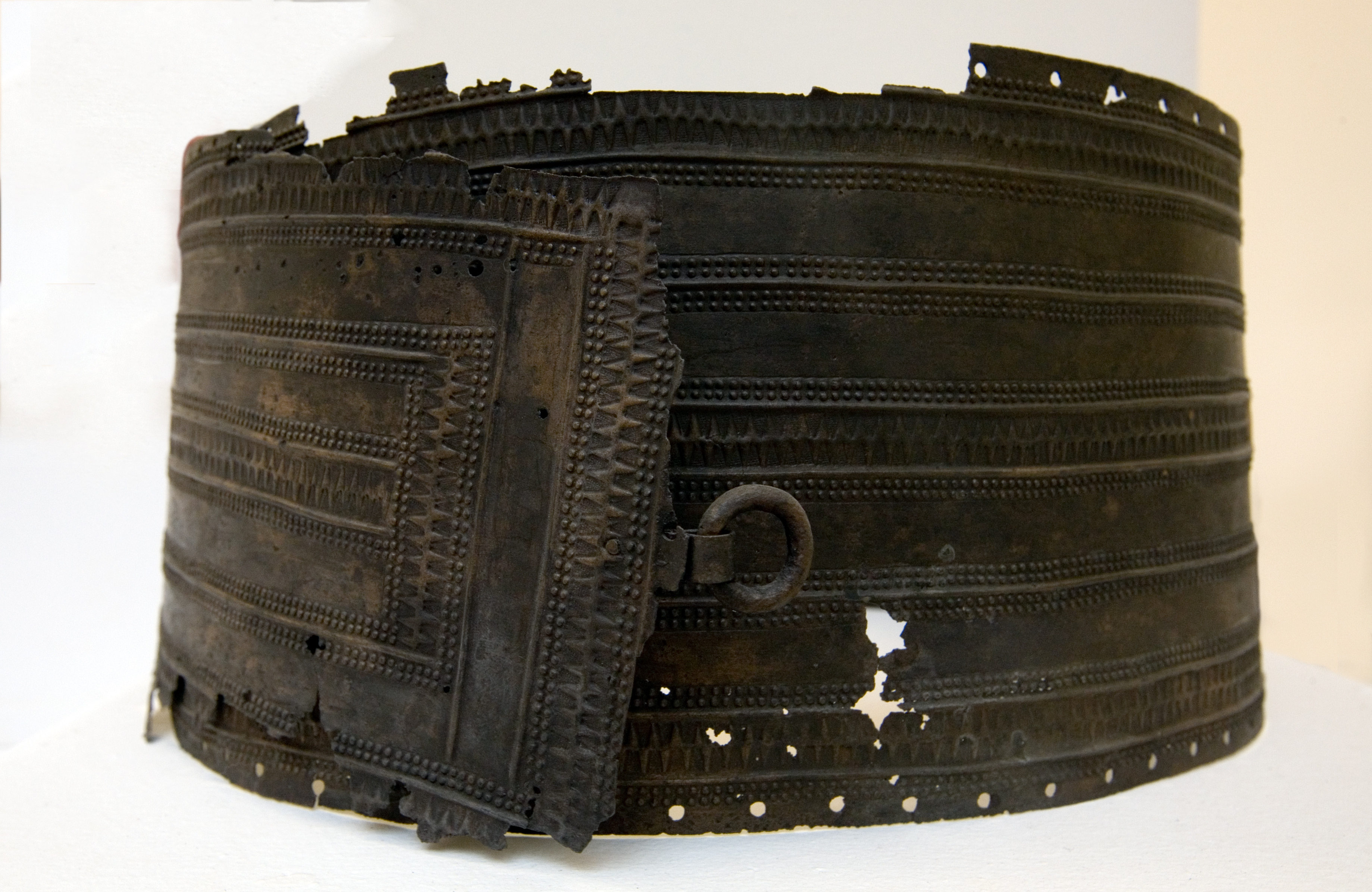
Bronzöv, a páncélzat része
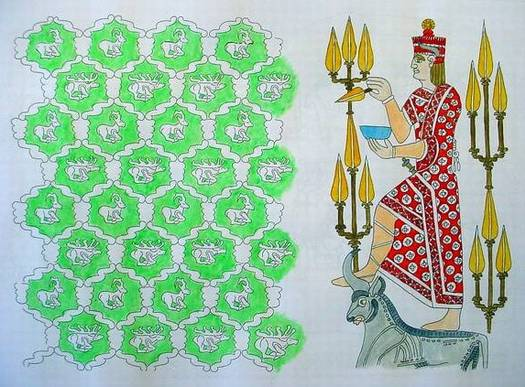
Pálmát beporzó urartui király bika hátán áll. A kép másik oldalán a szkíta művészetre és az urartui művészetre is jellemző szerkezetű díszítőminta hálózattal, és a hálószemekben álló állatfigurákkal.
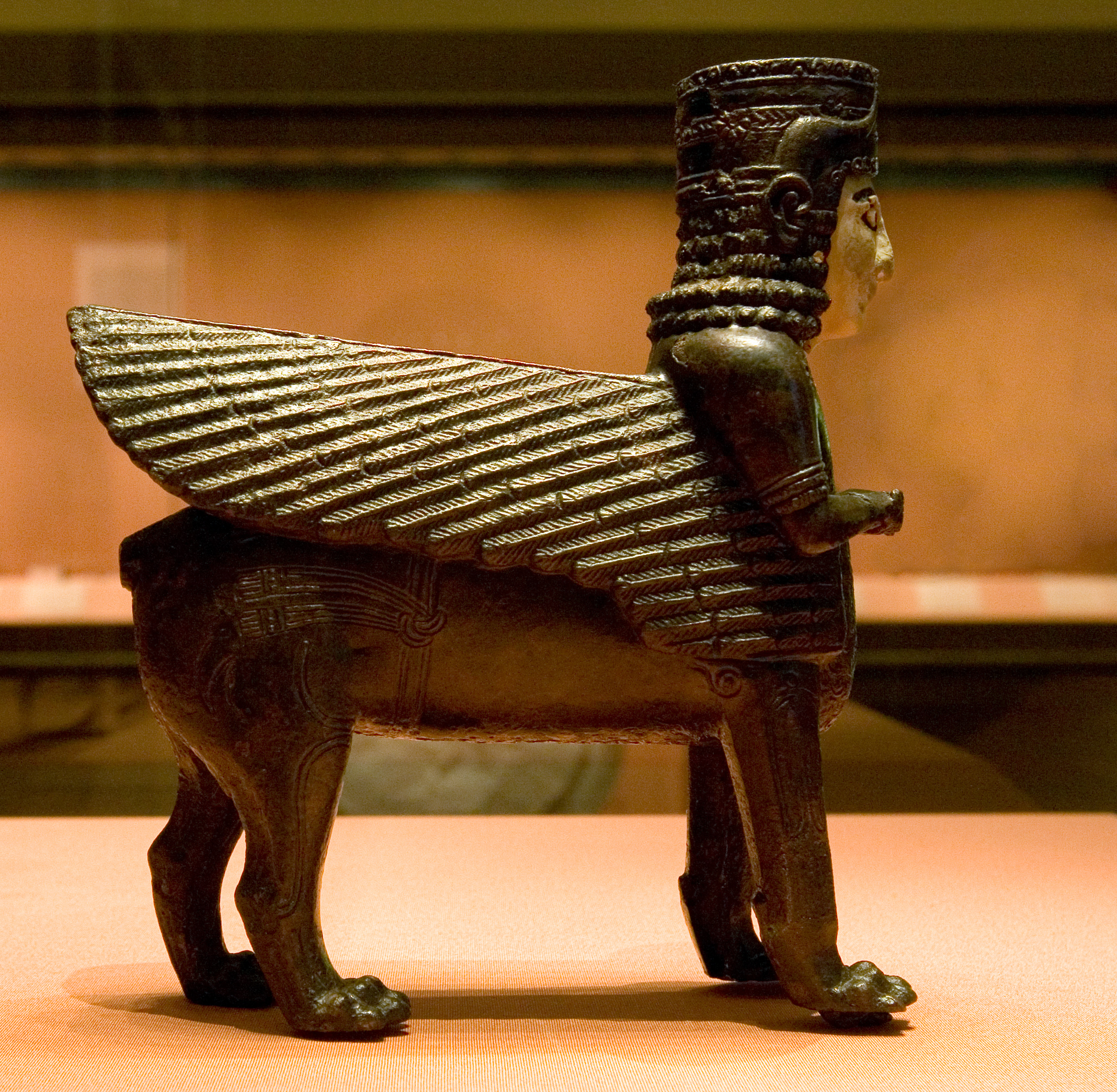
Asszír stílusú szárnyas oroszlán emberfejjel
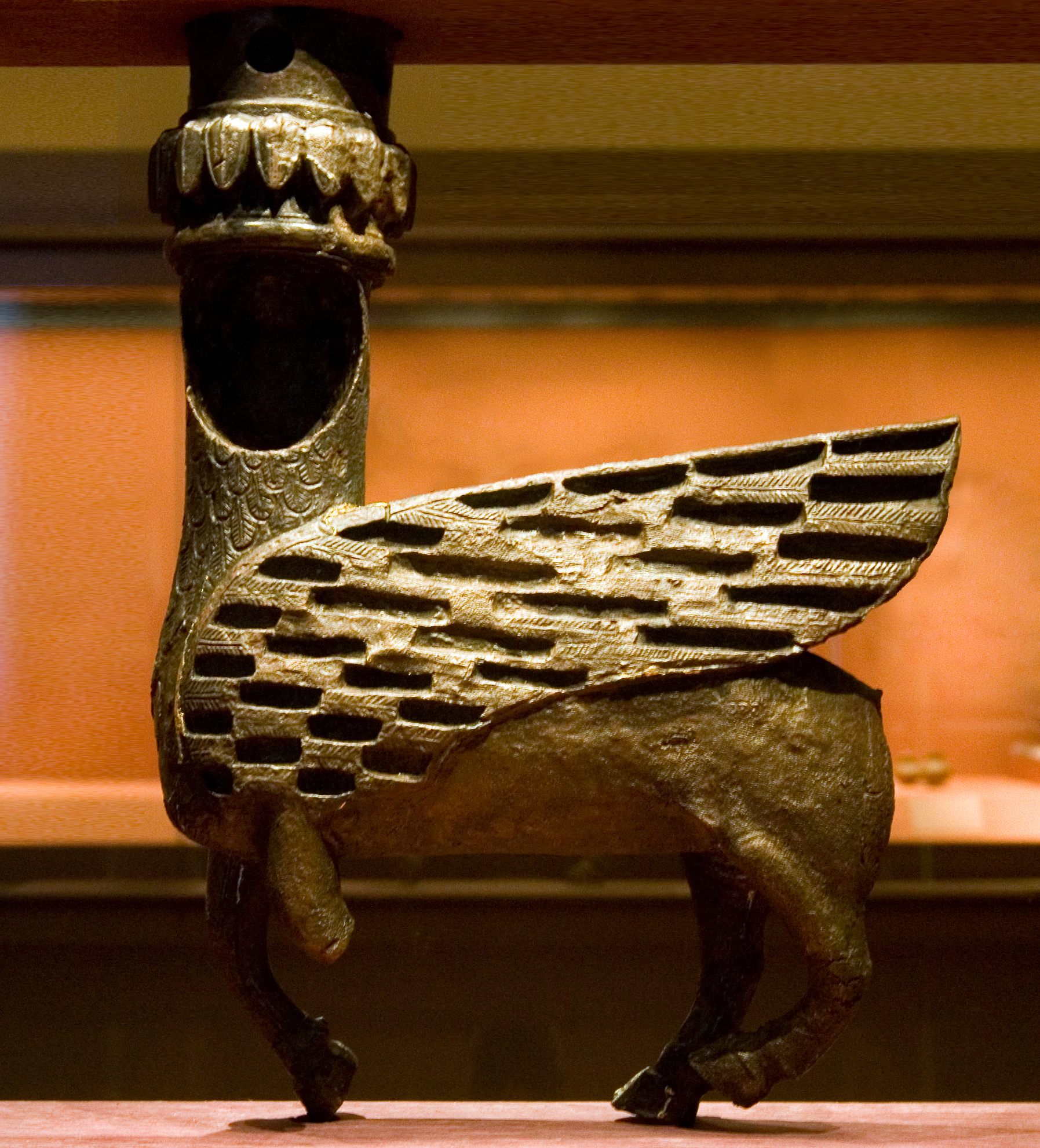
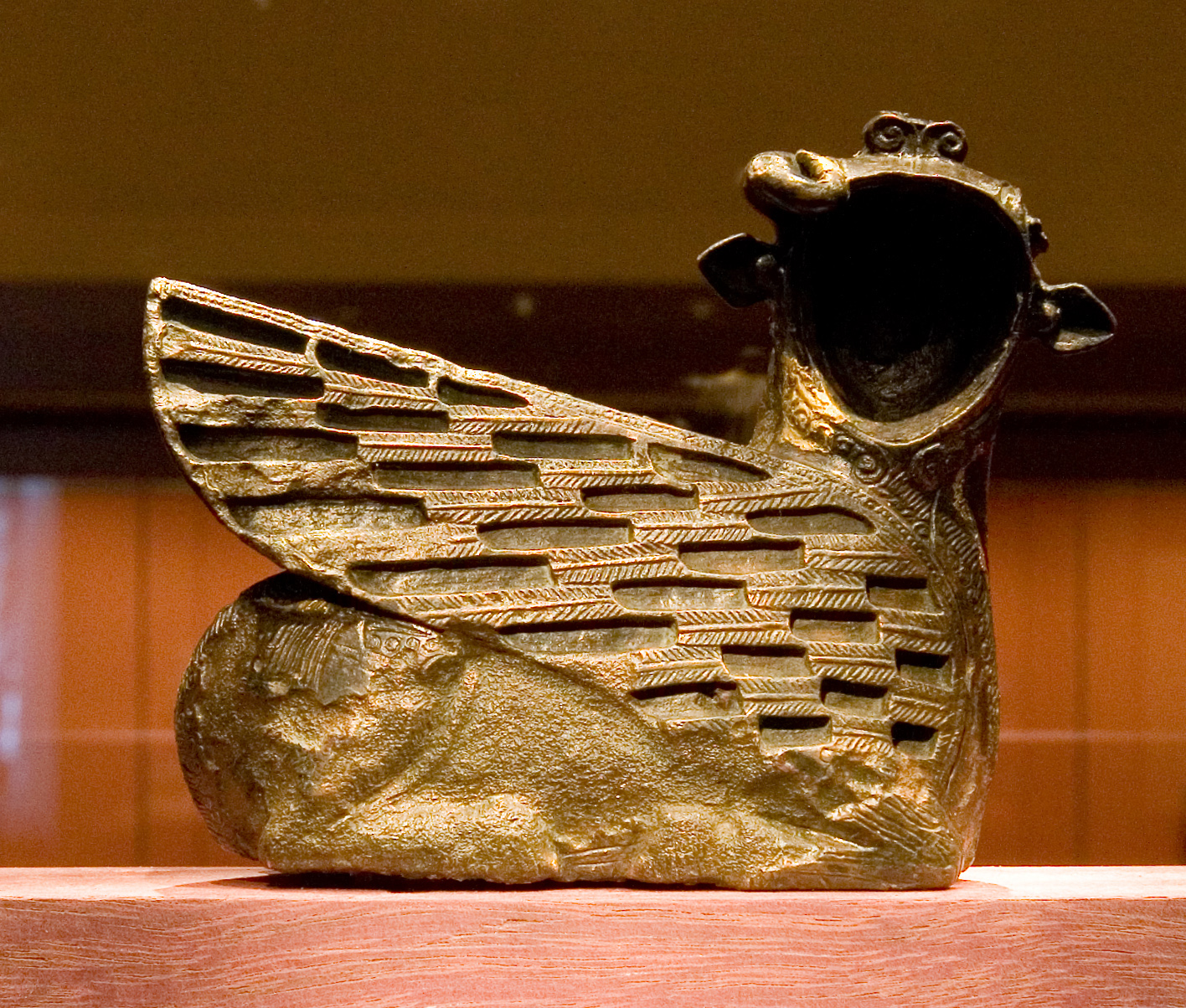
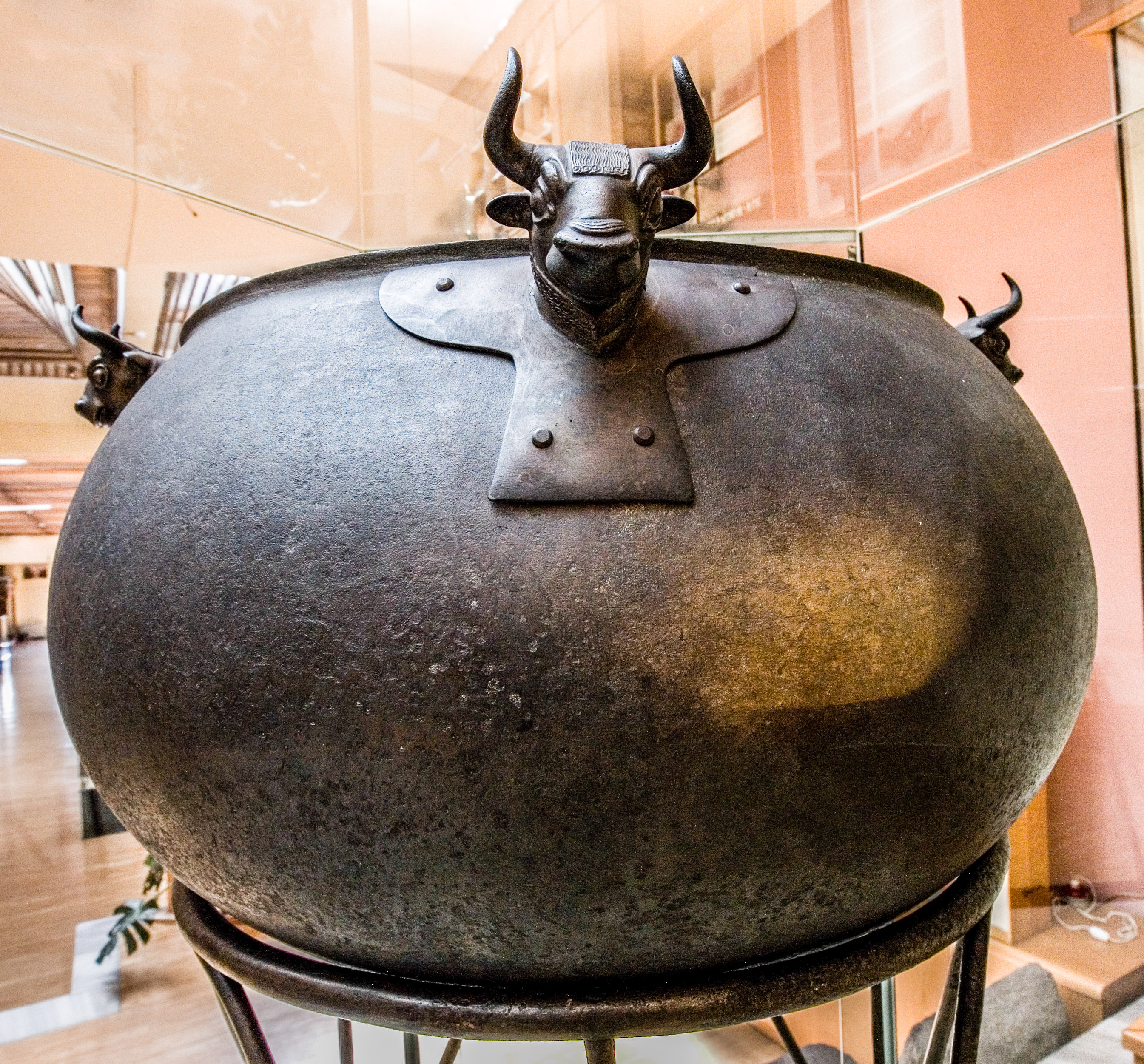
Bronzüst Tuspából
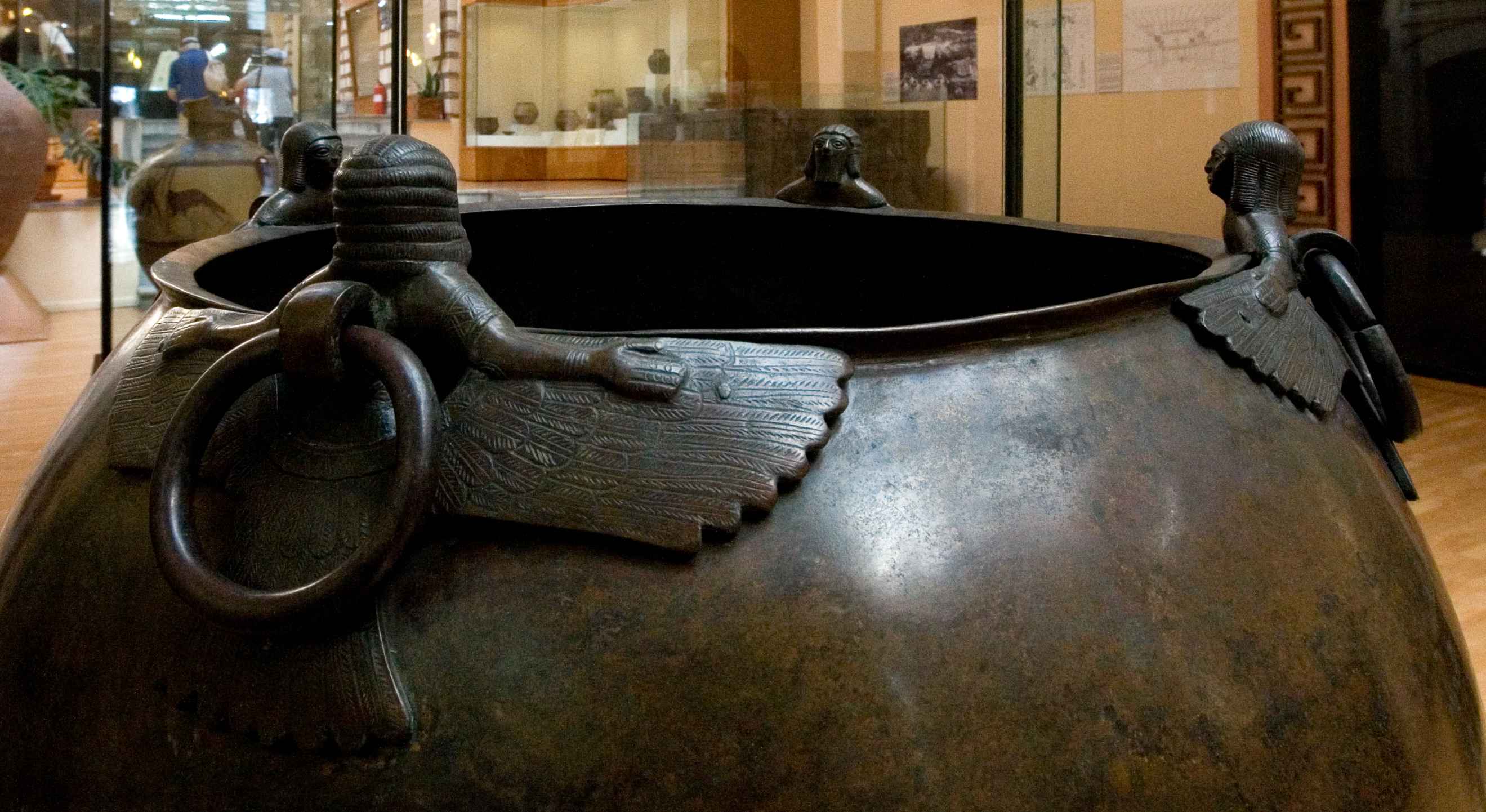
Phrügiából előkerült urartui bronzüst
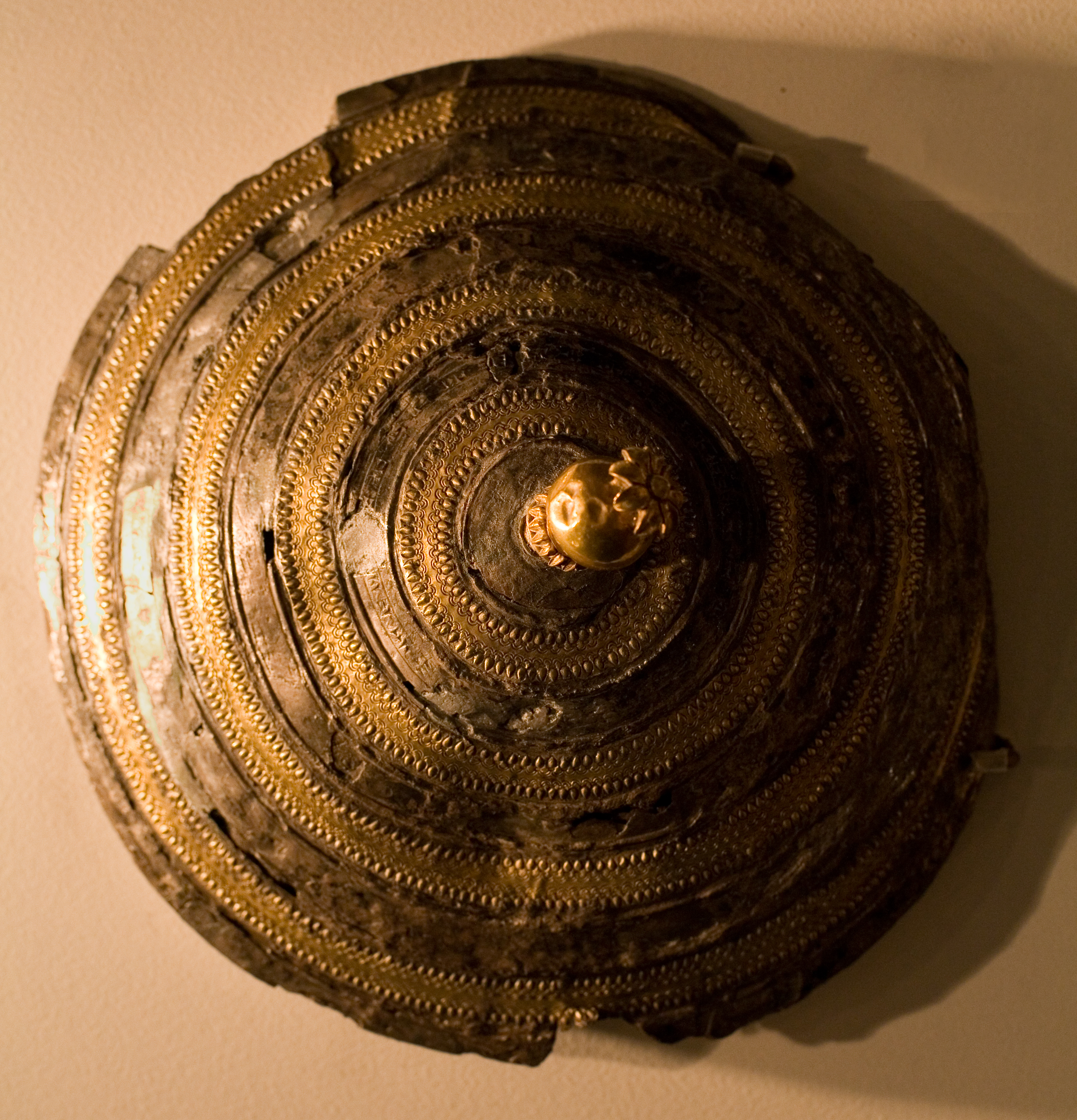
Ezüst üst, gazdagon díszítve
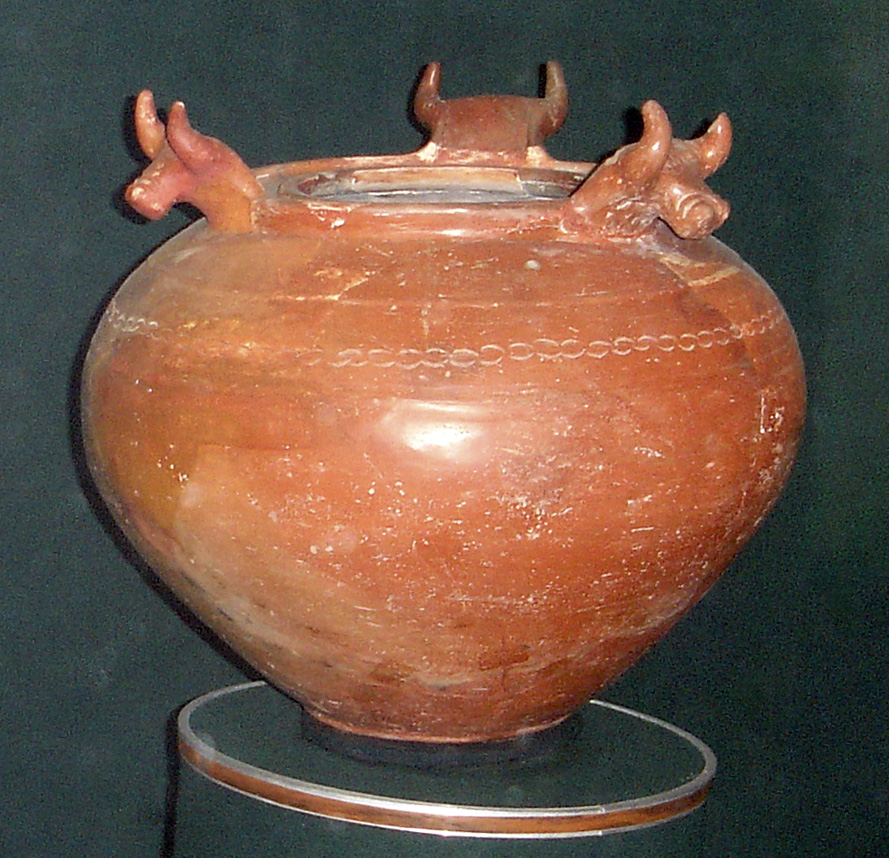
Cserépüst Erebuniból
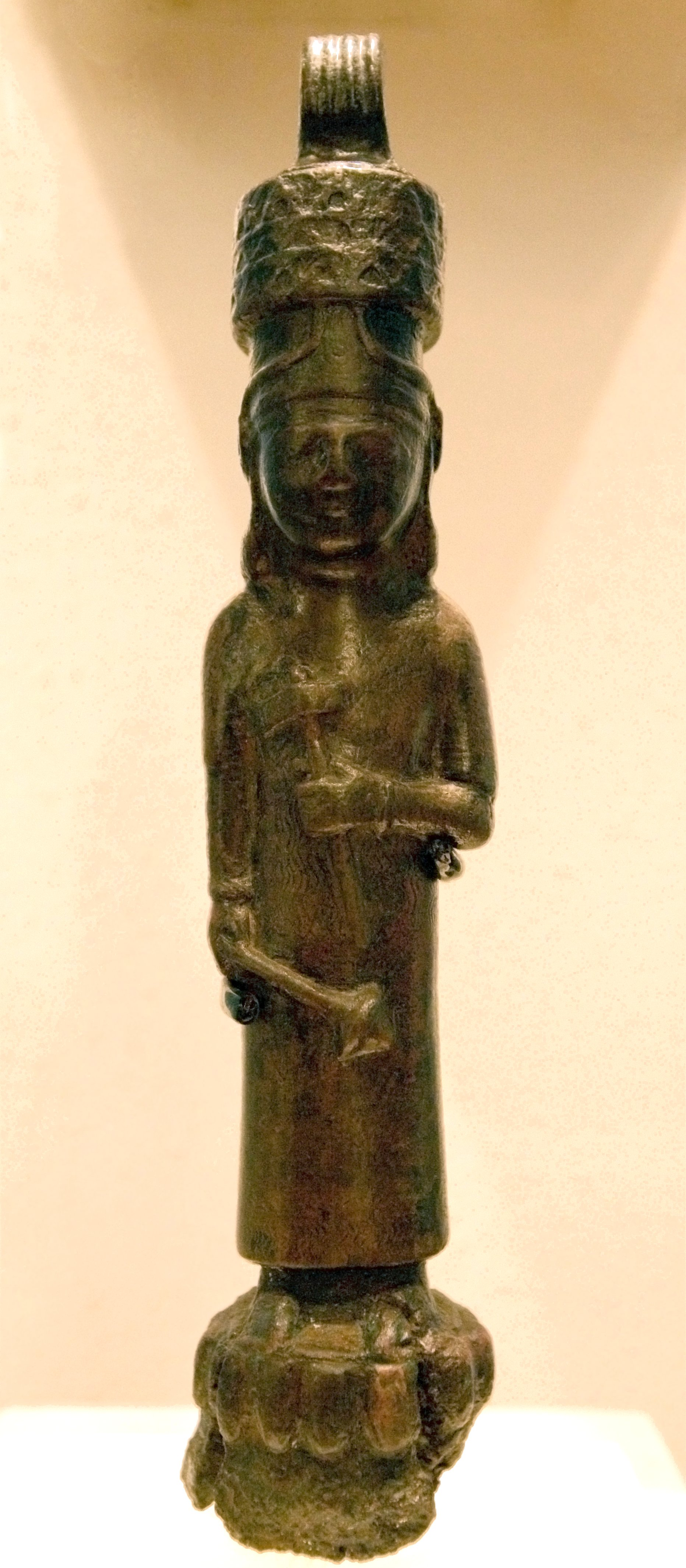
Teiseba szobrocskája
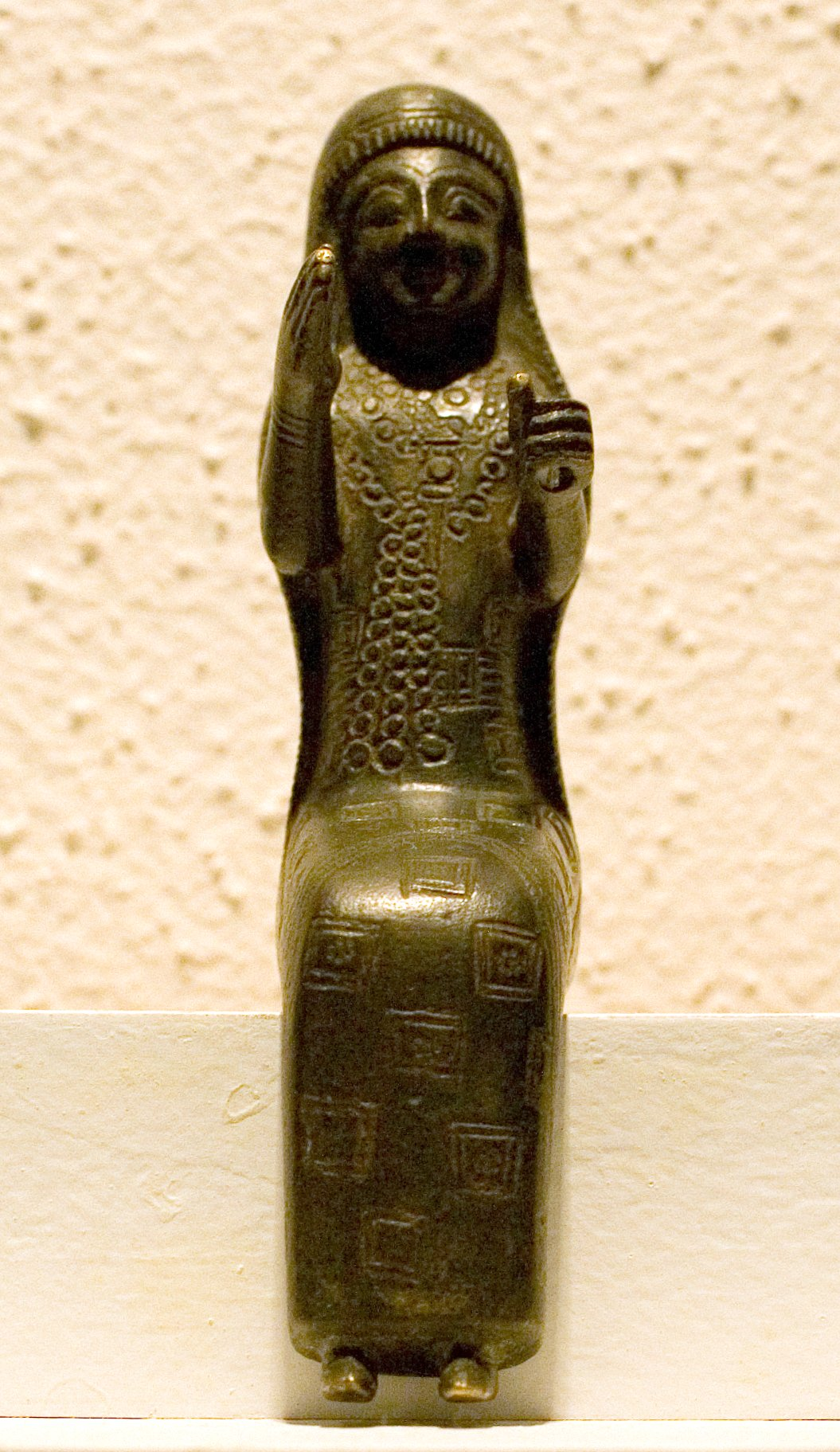
Arubaini, Khaldi felesége szobra
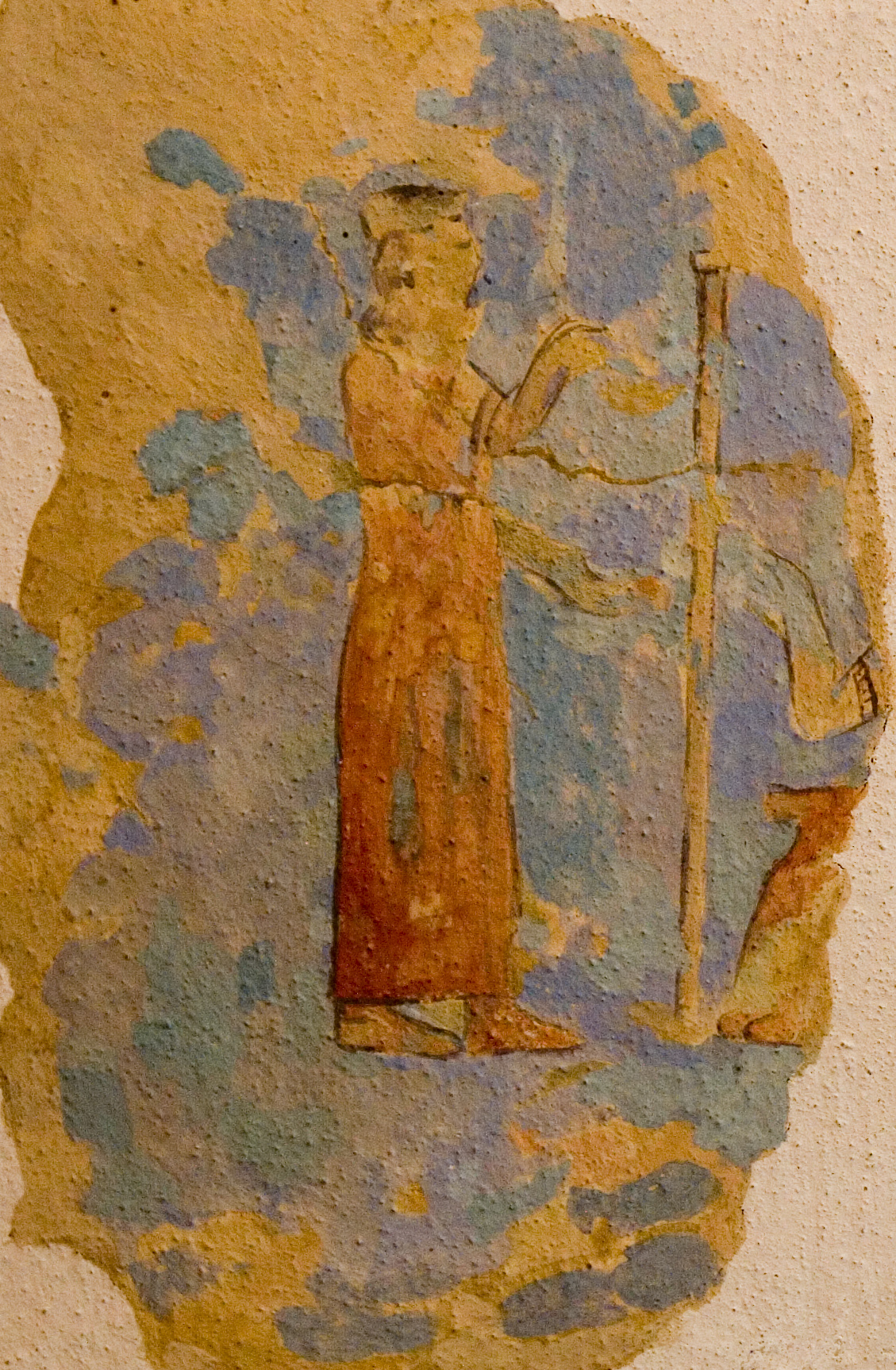
Freskómaradvány
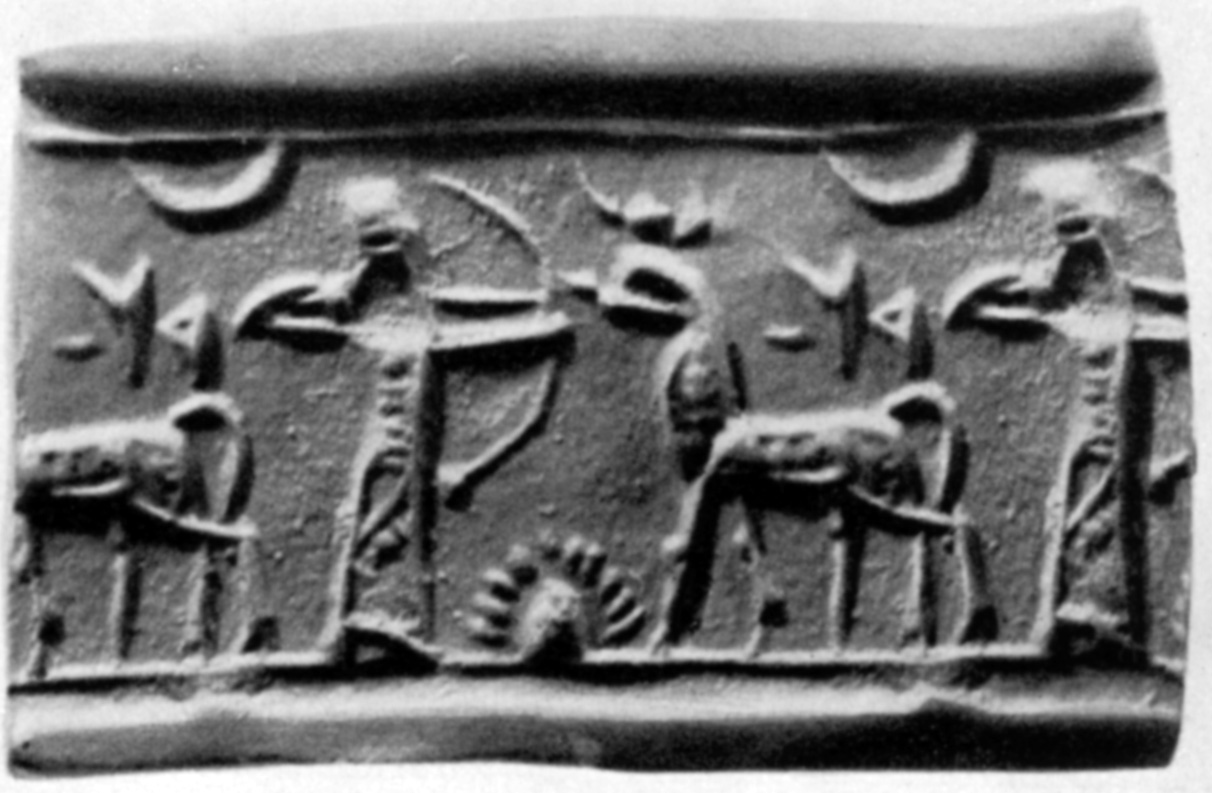
Pecsétlenyomat
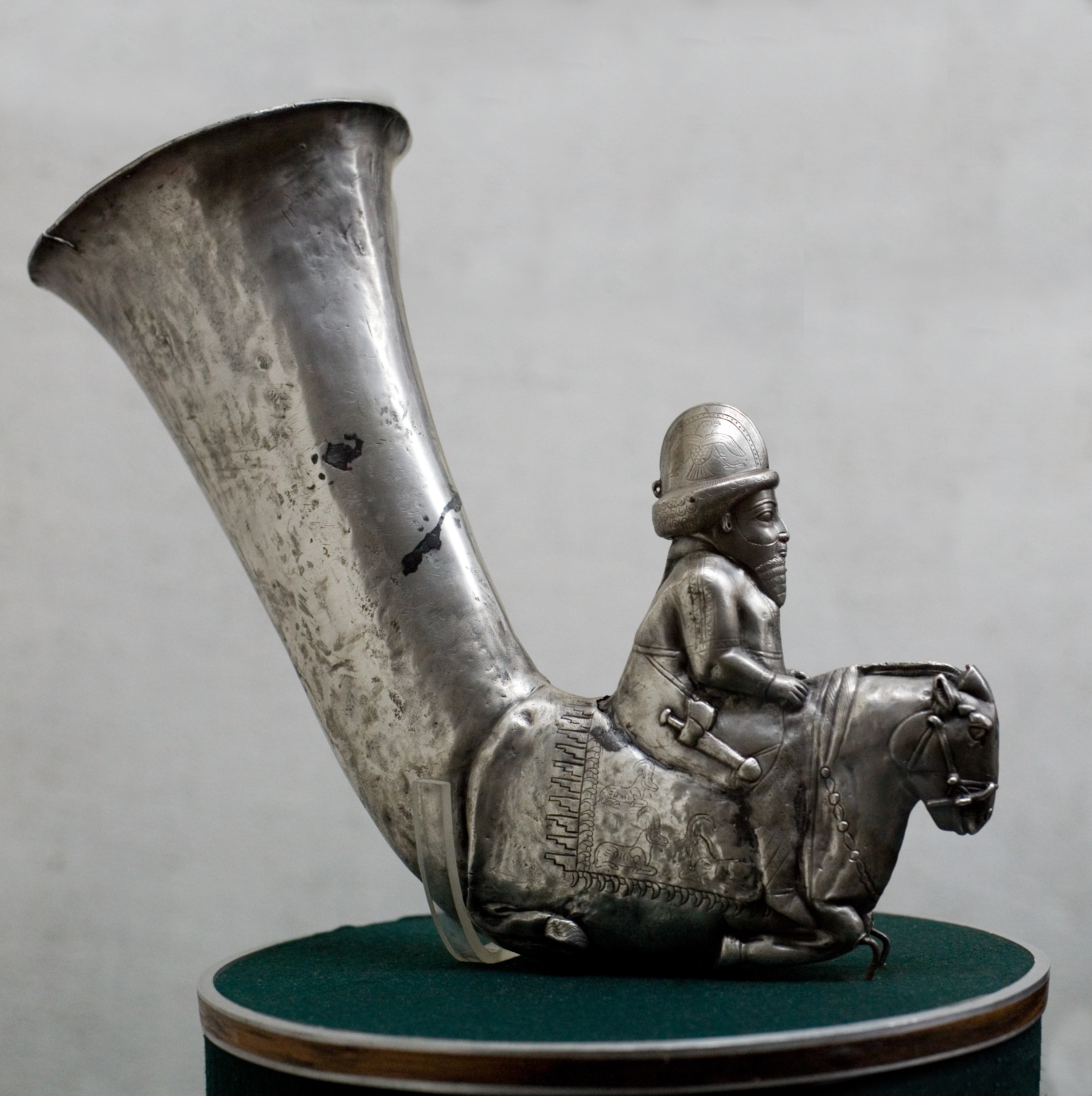
Ezüst rhüton

## Külső hivatkozások
- Ethnomathematics of Crete and Urartu.